# Lead (újságírás)
A lead angol eredetű szó, jelentése vezetni, esetünkben bevezetni, felvezetni. A lead nyomtatott, illetve online sajtóban megjelenő híranyagokat, sajtóanyagokat, újságcikkeket bevezető mondat vagy mondatok, amely(ek) célja főként az olvasó érdeklődésének felkeltése és megtartása, az olvasó tájékoztatása és orientálása. A lead formailag is elkülönül a cikk szövegétől: általában nagyobb betűtípussal, félkövéren vagy dőlt betűkkel szedik, és a tördeléssel, esetleg keretezéssel is elválasztják a törzsszövegtől.

## Rövid történet
A lead kezdetben főként azt a szerepet töltötte be a teljes (vagy kifejtett) hírben, mint önmagában a tényhír (vagy kishír). A tényhír a hír 5W+1H szerkezetéből a 4W-t tartalmazza, azaz azt, hogy kivel, mi, hol és mikor történt. A Miért? és Hogyan? kérdésekre a teljes hír ezután következő része, a body (jelentése: test, esetünkben szövegtest) adja meg a választ. A teljes hír szerkezete így az angolszász újságírásban kidolgozott elvet, a piramiselvet követi: az első mondat a dramaturgiai felütés szerepét is betöltve a szóban forgó eseménnyel kapcsolatos legfontosabb információkat tartalmazza, majd ezt követően a body fontossági sorrendben fejti ki a történetet. Ebben az esetben a lead önálló mű: a lead is értelmes a cikk nélkül, és a cikk is értelmes a lead nélkül.
Ma már azonban a lead nem csupán a hír sajátja: bármilyen sajtóanyagot bevezethet. Ezenfelül orientáló funkciója felértékelődött: ma már az a legfontosabb, hogy az olvasó a lead elolvasásával elegendő információhoz jusson ahhoz, hogy el tudja dönteni, érdemes-e belemélyednie a teljes cikkbe vagy nem, s így válogatni tudjon a – főleg az online felületen megjelenő – cikkek tömkelegéből. A leadnek ez a szerepe ma már fontosabb, mint az, hogy a teljes cikk elolvasására bírja az olvasót.

## A lead típusai
- Egyszerű: egyetlen fontos mozzanat kiemelése.

„Megjelent a feltörekvő Disney-sztár első kislemeze és klipje.” (A Starity.hu-ról.)
- Drámai: emberi konfliktus, nehézség középpontba állítása.

„Képtelen volt elviselni felesége hiányát, ezért alig pár óra múlva utána ment a halálba. 15 éve voltak házasok, és soha, egyetlen éjszakát sem töltöttek egymás nélkül.”
- Idézetet tartalmazó: az (egyik) szereplő fontos megnyilatkozásának leadbe emelése.

„Az ismert divattervező a D8 nevű francia televízióban úgy nyilatkozott: "Senki sem akar kerekded nőket látni a kifutókon".”
- Leíró: egy eseményről szóló tudósításból a helyzetet élményszerűen leíró rész kiemelése.

„Nem a legoptimálisabb az idő, de legalább már nem esik. Ennek ellenére érdemes melegen öltöznie annak, aki ma a XXII. Budavári Borfesztivált, s ezzel együtt a Magyar Jazz Napját választja szombati programjaként. Helyszíni bortudósítónk már pályára állt, így ha ma is velünk tartanak, Bognár Attila borajánlásaiból szemezgethetnek.”
- Késleltetett: egy olyan személy bemutatásával történő indítás, akihez köthető a lead utolsó részében exponált konfliktus.

„Az idén néhány tornán párosban elindult Hingist az ügyben már kihallgatta a rendőrség.”
- Következtetéses: a cikkben szereplő tények, események várható következményeinek bemutatása.

„Büntetések várhatóak az abu-dzabi időmérő után.”
- Elemző: az újságíró véleményének megfogalmazása.

„Érdekes megfigyelni a hetvenes, nyolcvanas évek topmodelljének, Jerry Hallnak és szintén topmodell lányának, Georgia May Jaggernek a stílusát. Ők tudják, hogy a klasszikus darabok a legjobb befektetések.” (Glamour 32. oldal; 2013. október)
- Helyzetjelentő: pillanatfelvétel az esemény következtében kialakult helyzetről.

„Halálos áldozatokkal járt és súlyos fennakadásokat okozott Nagy-Britannia déli harmadában az utóbbi évek legnagyobb vihara, amely hétfőn végigsöpört Londonon is. Több mint negyedmillió angliai háztartásban hétfő délután sem volt áramellátás, és a brit főváros tömegközlekedése hosszú órákra gyakorlatilag összeomlott.”
- Kérdező: az újságíró kérdésbe csomagolja a konfliktust, s így teremt feszültséget.

„Buta kérdés? Ha úgy gondoljátok, hogy jól, töltsétek ki ezt a 12 kérdéses villámtesztet, amiben könnyű kérdések vannak. Vagy csak könnyűnek látszanak?”
- Pattogós: egy-két szavas mondattal történő, blikkfangos (jelentése: feltűnő, a figyelmet megragadó) kezdés.

„Rögvest kiderül.”
- Összefoglaló: valamely esemény történéseinek, okainak, következményeinek áttekintése, ami tényhírszerűen informál.

„Hárman megsérültek egy balesetben péntek reggel a fővárosban, a XVI. kerületi Kerepesi úton, a mentés és a helyszínelés idejére egy sávon, váltakozó irányban halad a forgalom.”

## A lead a rádióban és a televízióban

### A headline
A headline a rádiós és a televíziós hírműsorok központi eleme, amely ugyanazt a funkciót tölti be, mint a sajtóban a lead: a műsornak egy olyan rövid, tömör tartalmi ismertetője, amely felkelti a hallgató/néző figyelmét. A headline tulajdonképpen a leadekből összeállított „címsorfüzér”, amelynek három típusát különböztethetjük meg attól függően, hogy a műsor mely részében hangzik el, s ebben a tekintetben a headline eltér a leadtől, amely csak a sajtóanyag legelején kaphat helyet. Ezek a típusok a következők:
1. figyelemfelkeltő tartalomjegyzék (műsorétlap, előheadline)
2. két nagyobb hírműsor közötti gyorstájékoztatás (flash)
3. hosszabb hírműsorok végén lévő összefoglaló (utóheadline)

### A rádióhír
A rádiós hírműsorok esetében a hír ugyanúgy az 5W+1H tartalmi, illetve a lead+body szerkezeti követelményeknek megfelelően épül fel. A rádióban azonban fontos szabály az is, hogy a hír első három szavával kell megragadni a hallgató figyelmét (ez a háromszavas törvény), illetve hogy a hír lényegének az első húsz másodpercben el kell hangoznia. Ezért a lead a rádióhír esetében is meghatározó szerepet tölt be.

### A televíziós hír
A televízió annyit tesz hozzá a fent leírt szabályokhoz, hogy a headline-t montázzsal egészíti ki, így az egymondatos, figyelemfelkeltő leadek képekkel alátámasztva, megerősítve, illusztrálva jutnak el a nézőhöz.

## A lead az online médiában – különböző leadszerkesztési és -megjelenítési módok
Az internet bősége, végtelensége miatt új olvasási szokás alakult ki: az olvasó választhat a hírportálokon, illetve a nyomtatott sajtó online változatain megjelenő cikkek sokaságából, így kiemelkedően fontos szerepe van a cikkek címének és a leadeknek.
A különböző portálok különböző leadekkel operálnak, és különböző módokon jelenítik meg azokat. Gyakran előfordul, hogy a címoldalon megjelenő lead csak a cím elolvasásával együtt nyer értelmet, de arra is találunk példát, hogy a címoldalon olvasható lead eltér a kattintás után megjelenő cikk leadjétől (előbbi általában az utóbbinak egy rövidebb, kevésbé informatív változata). Ezenfelül az sem ritka, hogy a lead csupán a címoldalon vagy egy rovaton belül listaszerűen elrendezett címek alatt jelenik meg, azonban a teljes cikk oldalán nem. Vannak weboldalak, amelyek a címekre és a leadekre helyezik a hangsúlyt, a képek pedig másodlagossá válnak, ellenben rengeteg cikk közül választhat az olvasó. Ezzel ellentétben arra is van példa, hogy a honlapon a képek és a címek dominálnak, ám ha a kurzort a képre visszük, megjelenik a lead, így ha a kép és a cím nem volt elegendő ahhoz, hogy az olvasó el tudja dönteni, elolvassa-e a teljes cikket, még mindig van lehetősége a lead alapján választani. A kettő ötvözete sem ritka: van, hogy a címoldalon a nagyobb képek címmel és leaddel, a kisebb képek csak címmel vagy a címek csak leaddel jelennek meg. Egy további leadmegjelenítési technika, hogy az oldalon a címek listaszerűen találhatóak meg, és ha a kurzorral a címre mutatunk, megjeleníthetjük a leadet.

## További irodalom
- Bernáth László: Tanuljunk könnyen, gyorsan újságot írni! Budapest, Dóm Kiadó, 1996. (ISBN 963-85468-1-6)